# Мистикская резня

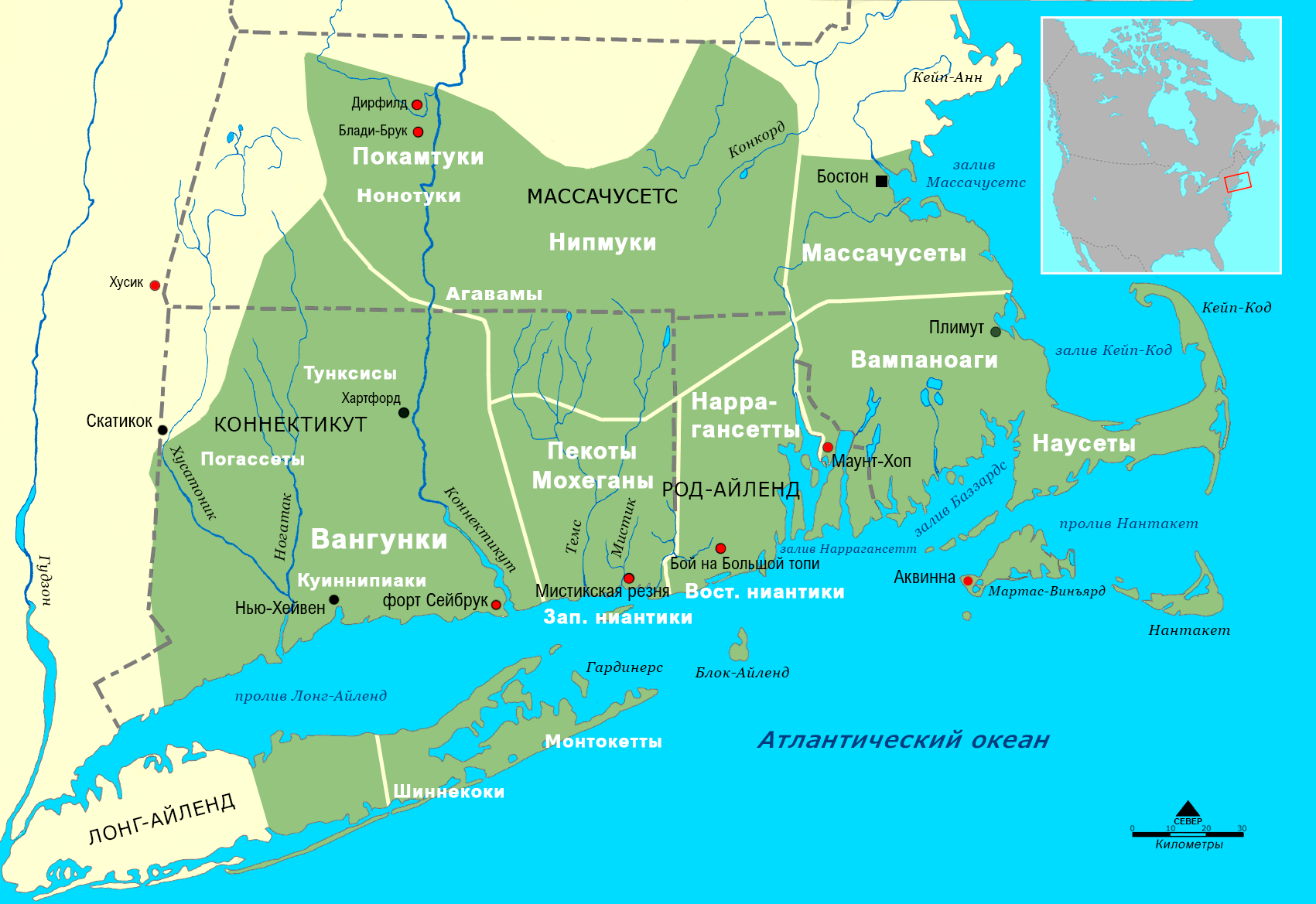
Традиционная территория пекотов и место Мистикской резни

Мистикская резня (англ. Mystic massacre), также Пекотская резня (англ. Pequot massacre) — нападение коннектикутских и сейбрукских ополченцев и их индейских союзников на укреплённое поселение пекотов, произошедшее  26 мая 1637 года во время Пекотской войны. Нападавшие убили почти всех жителей деревни, большинство из которых составляли женщины и дети, и полностью сожгли её. 

## История
В начале английской колонизации Новой Англии отношения между индейцами и колонистами оставались мирными, но мере увеличения численности европейцев положение стало меняться. Коренные народы Новой Англии обнаружили, что растущее присутствие чужаков, наряду с прочими факторами, заставляет их формировать новые торговые и дипломатические отношения. Эпидемия оспы нанесла сильный урон многим прибрежным и речным племенам, но сравнительно мало повлияла на пекотов и наррагансеттов. Оба этих народа торговали с голландскими купцами в районе современного города Хартфорд, но вскоре наррагансетты стали доминировать, поскольку их территория была богата моллюсками, из которых делали вампум, а голландцы нуждались в вампуме, чтобы торговать с другими племенами востока Северной Америки. Пекоты попытались разрушить это торговый союз, но у них ничего не вышло. Голландцы совершили нападение на деревню пекотов и убили их верховного сахема. Новый лидер племени Сассакус предложил Колонии Массачусетского залива место для торгового поста на реке Коннектикут, если её власти сумеют договориться о прекращении вражды с наррагансеттами. Англичане согласились, но потребовали и получили права на всю долину реки Коннектикут. Также пекоты обязались выдавать своих соплеменников, подозреваемых в убийстве англичан. Навязанное соглашение стало одним из главных шагов на пути к вооружённому конфликту — английские поселения быстро разрослись в долине реки Коннектикут и пекоты ощущали себя осаждёнными со всех сторон на своей собственной земле.
Сассакус стал терять власть над своими соплеменниками, когда некоторые из вождей пекотов стали искать союзников среди англичан и даже среди мохеганов, врагов племени. В начале 1636 года в устье реки Коннектикут англичане построили форт Сейбрук и основали новую колонию, давая понять индейцам, что они становятся постоянной силой в регионе.
В отличие от пекотов наррагансетты установили хорошие отношения с властями колоний и доминировали в прибыльной торговле пушниной. В июле 1636 года близ Блок-Айленда был убит торговец Джон Олдем и подозрения англичан пали на наррагансеттов, которым жители острова платили дань и подчинялись. Но вожди племени сумели убедить руководство колоний, что виновника убийства Олдема скрылись среди пекотов. В августе Массачусетс направил отряд под командованием Джона Эндикотта, который должен был отомстить за гибель Олдема. Переговоры ни к чему не привели, а нападение колонистов на ближайшие деревни пекотов особых результатов не принесли, лишь спровоцировали их жителей атаковать поселения англичан.
Весной 1637 года рейды пекотов стали интенсивнее. Массачусетс мобилизовал 160 ополченцев и обратился за помощью к властям Плимутской колонии. Коннектикут, в свою очередь, организовал альянс с мохеганами Ункаса и направил отряд под руководством Джона Мейсона для нападения на пекотов. 26 мая 1637 года англичане, вместе с союзными мохеганами и наррагансеттами, атаковали укреплённую деревню пекотов на реке Мистик. Нападавшие убили почти всех жителей поселения и полностью сожгли его.
Из отчёта Мэйсона следует, что в укреплении пекотов было мало воинов. В поселении находились в основном женщины, дети и старики, которых следовало считать мирным населением. Тем не менее, англичане провозгласили Мистикскую резню великой победой, а губернатор Массачусетса Джон Уинтроп объявил день благодарения в честь благополучного возвращения колониальных солдат, участвовавших в ней. Потери англичан составили два человека убитыми и 26 ранеными по сравнению с 700 пекотами, которые оказали минимальное сопротивление. 

## В культуре
Мистикская резня была показана на телеканале History Channel в сериале «10 Дней, которые неожиданно изменили Америку».